# Народні пісні греків Надазов'я
Народні пісні греків Надазов'я, як і вся усна народна творчість греків Надазов'я має давні традиції, оскільки бере свій початок від Стародавньої Греції, але за тривалий час осібного проживання стали самобутніми й оригінальними.

## Характеристика
У Надазов'ї з середини 19 століття зароджується новий румейський пісенний фольклор. Хоча впродовж усієї своєї етнічної історії греки з покоління в покоління передавали легенди, пісні, в яких знайшли відображення різні сторінки їхньої історії. Характерною рисою народної поезії греків, у якій відбилося їхнє життя, переповнене описом насильств та грабунків. «Пісні греків несуть на собі відбиток їх гіркої долі», — писав Ф. Хартахай. Виконання їх нагадувало швидше плач, аніж спів, позаяк більшість ліричних пісень у греків завжди були сумні, жалібні. Навіть пісні, які співалися в мажорному дусі, наприклад, танцювальні, носять елегійний характер. Відчувається пригніченість духу і в той же час — тиха покірність долі.
Серед пісень найпоширеніші: історичні, баладні, ліричні, жартівливі, танцювальні. Найбільшу групу складають ліричні пісні, але з варіантами у словах і манері виконання. На музичній творчості греків також позначилися їхні заняття, перш за все, вівчарство: про чабанів складалися пісні, поширені були розмаїті чабанські награвання. У музичному відношенні пісні греків являли більший інтерес, аніж у поетичному. Можливо, через те греки часто надавали перевагу не пісні, а власне музиці.
На сучасному етапі у фольклорній традиції греків Надазов'я існують не лише давні за походженням обрядові історичні та ліричні пісні, прислів'я, приказки, загадки, казки (див. Казки греків Надазов'я), частівки, але й твори нового румейського фольклору, що зароджувався у 19 столітті. Це явище відбувалося тому, що життя і мова переселенців зазнали значних змін. Ті твори, які вони принесли з собою з Криму, вже не могли задовольнити їхніх потреб. Через те серед румеїв виникла плеяда співців — «рапсодів», які почали складати нові пісні, за формою й духом глибоко народні. Передавалися вони в усній формі. Поміж «рапсодів» виокремлювалися Д. Богадиця, Л. Хонагбей (село Сартана).
Деякі дослідники вже на початку 20 століття відзначали, що національні пісні греків Надазов'я забуваються і їх місце займають фабричні чи міські. Особливо швидко цей процес відбувався у другій половині 30-х років 20 століття, коли непоправної шкоди розвиткові всіх етнічних традицій греків завдали державні ухвали про ліквідацію національних шкіл та обмеження прав на розвиток культури національних меншин. Окрім того, багато пісень, які вважалися народними, при науковому аналізі виявилися авторськими. Це явище спостерігається у творчості Г. А. Костоправа, Л. Н. Кір'якова, талант яких зародився і розвивався на народній основі.
Таким чином, жанровий склад грецької народної поетичної творчості багатий і розмаїтий, оскільки пройдено значний шлях історичного розвитку і багатосторонньо відображено життя й долю греків-переселенців, які відірвані від історичної батьківщини і пройшли різноманітні випробовування. До того ж одна з головних перепон для вивчення грецького фольклору — мізерна наявність інформативного матеріалу — власне творів, текстів. Все ж фольклор греків Надазов'я містить у собі як загальнофольклорні жанри (казки, прислів'я, загадки), так і ті, що відсутні в поетичній творчості інших народів (василівки, парабологізми).
На основі цього всю жанрову систему можна умовно розділити на три цикли: традиційні «історичні» жанри (казки, легенди, балади, прислів'я, загадки); запозичені жанри (деякі обрядові дійства, частівки, перевдягання); «надазовські» жанри (василівки, перекази, парабологізми).